# 祈りの丘絵本美術館
祈りの丘絵本美術館（いのりのおかえほんびじゅつかん）は、長崎県長崎市にある絵本美術館である。

## 概要
こどもの本の専門店・童話館が運営する美術館である。美術館施設は長崎市南山手のグラバー通りに面する前庭を備えた煉瓦造風の建物で、1階がこどもの本専門書店・ミュージアムショップ、2階、3階が美術館展示室になっている。2階、3階では子供向け本の挿絵原画を主とする常設展、企画展が開催される。　

## 利用情報
- 開館時間 - 10：00～17：30（入館は17：00まで）
- 休館日 - 毎週月曜日（祝日の場合は翌日休館）、展示入れ替え日、年末年始）

## 交通アクセス
- 長崎電気軌道 大浦天主堂停留場 徒歩5分

## 周辺
- 南山手
  - 大浦天主堂、旧羅典神学校、旧長崎大司教館
  - グラバー園